# Lesotho Mounted Police Service FC
El Lesotho Mounted Police Service es un equipo de fútbol de Lesoto que juega en la Primera División de Lesoto, la liga de fútbol más importante del país.

## Historia
Fue fundado en el año 1970 en la capital Maseru con el nombre Police FC y es el equipo que representa a la Policía Montada de Lesoto en fútbol. 
Hasta mediados de la década de los años 90s cambiaron su nombre por el actual debido a la confusión que se daba con el LDF FC, también relacionado con el cuerpo policial del país. Han sido campeones de la Primera División de Lesoto en una ocasión en 1972.
A nivel internacional han participado en un torneo continental, en la Copa Africana de Clubes Campeones 1973, donde fue eliminado en la primera ronda por el Fortior Mahajanga de Madagascar.

## Palmarés
- Primera División de Lesoto: 1

1972

## Participación en competiciones de la CAF
| Temporada | Torneo                            | Ronda | Club              | Casa | Visita | Global |
| --------- | --------------------------------- | ----- | ----------------- | ---- | ------ | ------ |
| 1973      | Copa Africana de Clubes Campeones | 1     | Fortior Mahajanga | 2-1  | 1-5    | 3-6    |